# Rengersricht
Rengersricht ist ein Gemeindeteil des Marktes Pyrbaum im Landkreis Neumarkt in der Oberpfalz.

## Lage
Das Dorf liegt 2,8 Kilometer südsüdöstlich von Pyrbaum an der Kreisstraße NM 17.

## Geschichte
Zu Beginn des 12. Jahrhunderts wurde ein „Ottmar de Rengersrith“ genannt. Der Hof zu Rengersricht (1273 „Rengoldsrith“) wurde 1283 durch Ulrich von Sulzbürg an den Deutschherrenorden in Nürnberg verkauft.
Die ehemals selbständige Ruralgemeinde bestehend aus Dennenlohe, Dürnhof und Rengersricht wurde am 1. Oktober 1970 nach Pyrbaum eingemeindet.

### Bevölkerungsentwicklung
| Jahr | Einwohner |
| ---- | --------- |
| 1933 | 296       |
| 1939 | 280       |
| 1987 | 604       |

## Sehenswürdigkeiten
Denkmäler in Rengersricht sind ein Steinkreuz mit Pflugschar aus dem Spätmittelalter und daneben ein Kreuzstein.

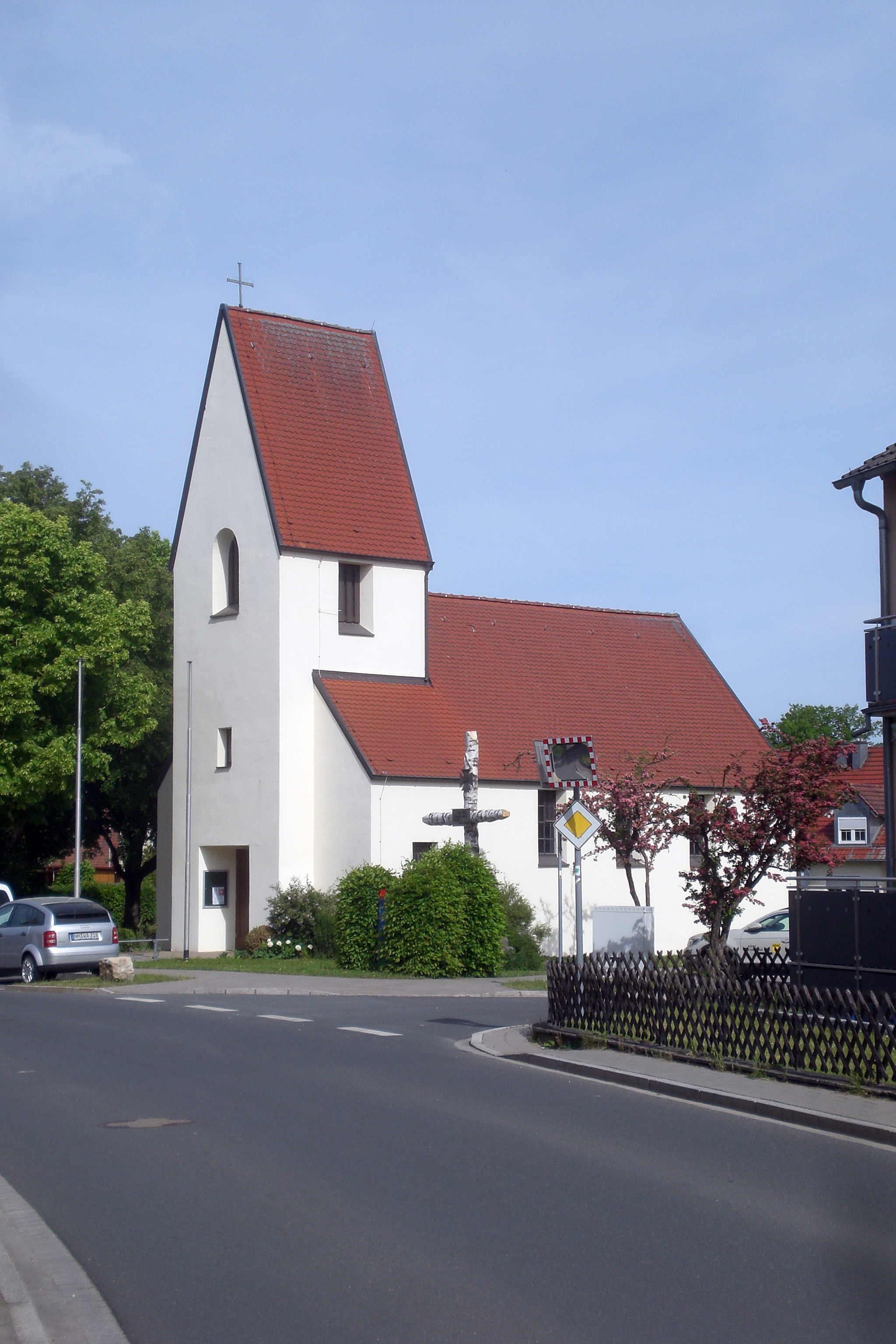
Kapelle Heiligste Dreifaltigkeit (2024)

Die Kapelle Heiligste Dreifaltigkeit im Ortskern.